# Carl-Gunnar Sundin
Pour les articles homonymes, voir Sundin.
Carl-Gunnar Sundin, né le 8 septembre 1930 à Nyköping, est un kayakiste suédois.

## Palmarès

### Jeux olympiques
- Melbourne 1956 :
  - 4e en K-2 10 000 m avec Hans Wetterström.

### Championnats du monde
- Mâcon 1954 :
  -  Médaille d'argent en K-4 10 000 m avec Hans Wetterström, Sigvard Johansson et Rolf Fjellmann.